# Koudpersen
Koudpersen is een vormgevingsproces waarbij een thermohardende kunststof, die meestal voorzien is van een (glas)vezelmat, wordt gevormd.
Warmpersen is gelijk aan het koudpersproces, zij het dat bij het warmpersen het persgereedschap wordt verwarmd (door middel van stoom, olie of elektriciteit). Hierdoor vindt de chemische reactie (het uitharden van de hars) sneller plaats.

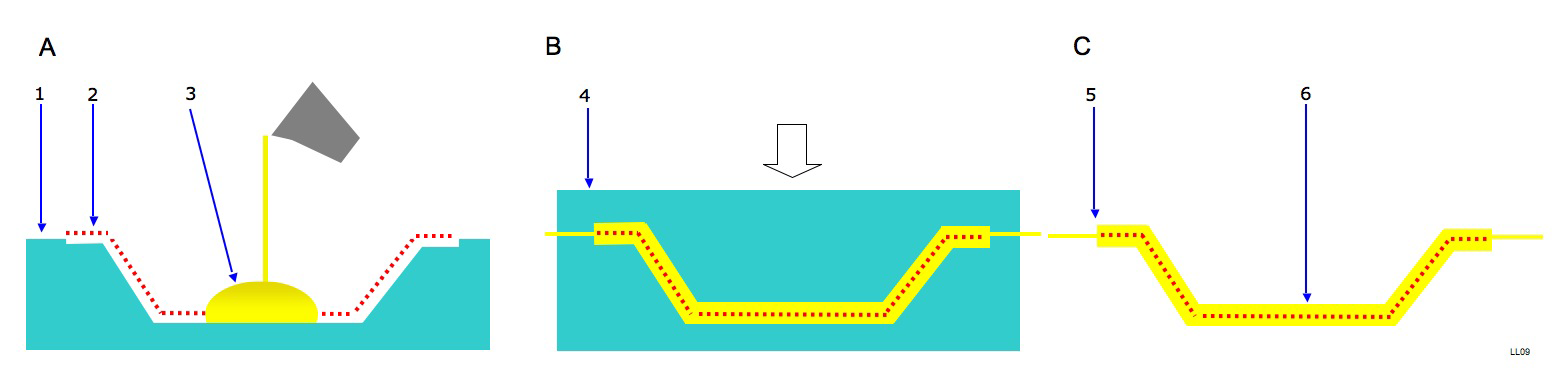
Koud/warmpersen. 1 Onderste deel van het gereedschap. 2 Vezelmat. 3 Hars. 4 Bovendeel gereedschap. 5 'Trimmen' uiteinde product. 6 Eindproduct.

## Proces
In het onderste gedeelte van het persgereedschap (1) wordt de (glas)vezelmat gelegd (2) en de hars (3) toegevoegd. Bij het sluiten van het gereedschap drukt de bovenmal 4 de hars gelijkmatig in de gereedschapsholten. De overtollige hars wordt bij het persen uit het gereedschap gedrukt. Bij het warmpersen wordt het gereedschap verhit, zodat de chemische reactie sneller verloopt. Omdat de chemische reactie bij het koudpersen langzamer verloopt, moet het gereedschap langer gesloten blijven. Nadat de hars (3) uitgereageerd is, wordt het product (6) uit het gereedschap (1) + (4) genomen en worden de eindkanten op maat gemaakt oftewel 'getrimd' (5).

## Voordelen
Het voordeel van het koud- of warmpersen is dat zowel de binnen- als de buitenzijde van het product een mooie vorm heeft. Dit in tegenstelling tot het handlamineren, waarbij slechts één zijde van het product een mooi uiterlijk heeft.

## Nadelen
Door het uitreageren van de hars (exotherme reactie) in het persgereedschap slijt dit relatief snel. Hierdoor zijn de productieaantallen beperkt. Door het toepassen van metalen, slijtvast gereedschap kan de bruikbaarheidsduur van het gereedschap aanzienlijk verlengd worden. Het kan zijn dat er bij het persen lucht in de gereedschapsholten blijft zitten. Die is meestal goed aan het oppervlak zichtbaar in de vorm van kleine luchtbellen. Vergeleken met reaction injection molding (RIM) biedt het koud- of warmpersen minder vormvrijheid. Zo zijn ribben niet mogelijk.

## Toepassing
Het koudpersen wordt vaak bij middelkleine serieproducties toegepast. Voorbeelden hiervan zijn badkuipen en boten.
Omdat de epoxyhars gemakkelijk vloeit, is geen hoge persdruk nodig. Hierdoor kan het persgereedschap relatief goedkoop blijven.
Het warmpersen (bij 80-140 °C) wordt vaak alleen bij grotere series en kleine productvormen toegepast. Om het warmpersen mogelijk te maken, wordt het gereedschap (meestal van metaal) van verwarmingselementen voorzien. Hierdoor stijgt de kostprijs van het gereedschap. Omdat de productiecyclustijd bij het warmpersen kleiner is dan bij het koudpersen, kunnen de gereedschapmeerkosten over de grotere productieseries vrij snel worden terugverdiend.